# Thiooctan draselný
Thiooctan draselný (systematický název ethanthioát draselný, zkráceně KSAc) je organická sloučenina, draselná sůl kyseliny thiooctové. Používá se na přípravu esterů a dalších derivátů kyseliny thiooctové.

## Příprava
Thiooctan draselný lze připravit reakcí acetylchloridu s hydrogensulfidem draselným:
CH3COCl + 2 KSH → KCl + CH3COSK + H2S
nebo neutralizací kyseliny thiooctové hydroxidem draselným.

## Použití a reakce
Thiooctan draselný se používá k přípravě thioacetátových esterů reakcemi s alkylačními činidly:
CH3COSK + RX → CH3COSR + KX (X = halogen)
Hydrolýzou těchto esterů vznikají thioly:
CH3COSR + H2O → CH3CO2H + RSH
Thioacetáty mohou také reagovat s methanthiolem za přítomnosti stechiometrického množství zásady, čímž lze připravit například pent-4-yn-1-thiol:
HC2(CH2)3OMs + KSAc → HC2(CH2)3SAc + KOMs
HC2(CH2)3SAc + HSMe → HC2(CH2)3SH + MeSAc